# Мусап (Коннектикут)
Мусап (англ. Moosup) — переписна місцевість (CDP) в США, в окрузі Віндем штату Коннектикут. Населення — 3113 особи (2020).

## Географія
Мусап розташований за координатами 41°42′45″ пн. ш. 71°52′14″ зх. д. / 41.71250° пн. ш. 71.87056° зх. д. (41.712515, -71.870441).  За даними Бюро перепису населення США в 2010 році переписна місцевість мала площу 6,11 км², з яких 6,02 км² — суходіл та 0,10 км² — водойми.

## Демографія
Згідно з переписом 2010 року, у переписній місцевості мешкала 3231 особа в 1257 домогосподарствах у складі 821 родини. Густота населення становила 529 осіб/км².  Було 1399 помешкань (229/км²).
Расовий склад населення:
| - 92,5 % — білих - 1,6 % — чорних або афроамериканців - 0,9 % — корінних американців - 0,7 % — азіатів - 0,1 % — вихідців з тихоокеанських островів - 1,7 % — осіб інших рас |

До двох чи більше рас належало 2,4 %. Частка іспаномовних становила 5,3 % від усіх жителів.
За віковим діапазоном населення розподілялося таким чином: 24,9 % — особи молодші 18 років, 64,2 % — особи у віці 18—64 років, 10,9 % — особи у віці 65 років та старші. Медіана віку мешканця становила 35,1 року. На 100 осіб жіночої статі у переписній місцевості припадало 99,0 чоловіків;  на 100 жінок у віці від 18 років та старших — 96,4 чоловіків також старших 18 років.
Середній дохід на одне домашнє господарство  становив 65 284 долари США (медіана — 53 571), а середній дохід на одну сім'ю — 76 414 долари (медіана — 68 533). Медіана доходів становила 42 228 доларів для чоловіків та 35 333 долари для жінок. За межею бідності перебувало 7,9 % осіб, у тому числі 0,0 % дітей у віці до 18 років та 25,0 % осіб у віці 65 років та старших.
Цивільне працевлаштоване населення становило 1528 осіб. Основні галузі зайнятості: освіта, охорона здоров'я та соціальна допомога — 22,4 %, роздрібна торгівля — 20,0 %, мистецтво, розваги та відпочинок — 16,6 %.